# Olaf Pooley
Olaf Pooley (født 13. marts 1914 i Parkstone, død 14. juli 2015) var en britisk skuespiller og forfatter. Han var søn af en engelsk far og dansk mor.